# James Carnegie
James George Alexander Bannerman Carnegie, III duque de Fife (23 de septiembre de 1929 - 22 de junio de 2015) fue bisnieto del rey Eduardo VII del Reino Unido, se encontraba en la línea de sucesión al trono británico (siendo el primero de la sucesión que no era descendiente del rey Jorge V). Como bisnieto cognático de un soberano británico, no llevó a cabo funciones reales u oficiales ni recibió fondos de la Lista Civil.

## Primeros años
El duque fue el único hijo del 11.º conde de Southesk y su esposa, la princesa Maud de Fife, la hija menor del I duque de Fife y de Luisa, princesa real.
El duque fue educado en Ludgrove, Gordonstoun School y en el Real Colegio de Agricultura, Cirencester. sirvió en la Guardia Escocesa en Malaya de 1948-1950. se desempeñó como Vice Patrón de la Braemar Royal Highland Society y de la Asociación Olímpica Británica.

## Duque de Fife
El Ducado de Fife fue concedido por primera vez al abuelo del duque, el Alexander Duff, I duque de Fife y VI conde de Fife, en 1889 por la reina Victoria por su matrimonio con la princesa Luisa de Gales, primogénita de Alberto Eduardo, príncipe de Gales (más tarde el rey Eduardo VII). El VI conde de Fife recibió una patente como duque de Fife y conde de Macduff en la nobleza del Reino Unido en abril de 1900, con un anexo especial para sus hijas y la descendencia masculina de estas. Como el I duque y la princesa Luisa solo tenían dos hijas sobrevivientes, el título lo heredó la princesa Alejandra de Fife (más tarde la princesa Arturo de Connaught).
El 26 de febrero de 1959, sucedió a su tía materna, la princesa Arturo de Connaught, como III duque de Fife y conde de Macduff (el único hijo de la princesa Arturo, Alastair, II duque de Connaught y Strathearn, había fallecido antes que ella).
Sucedió a su padre como XII conde de Southesk, así como jefe del Clan Carnegie, el 16 de febrero de 1992.

## Matrimonio

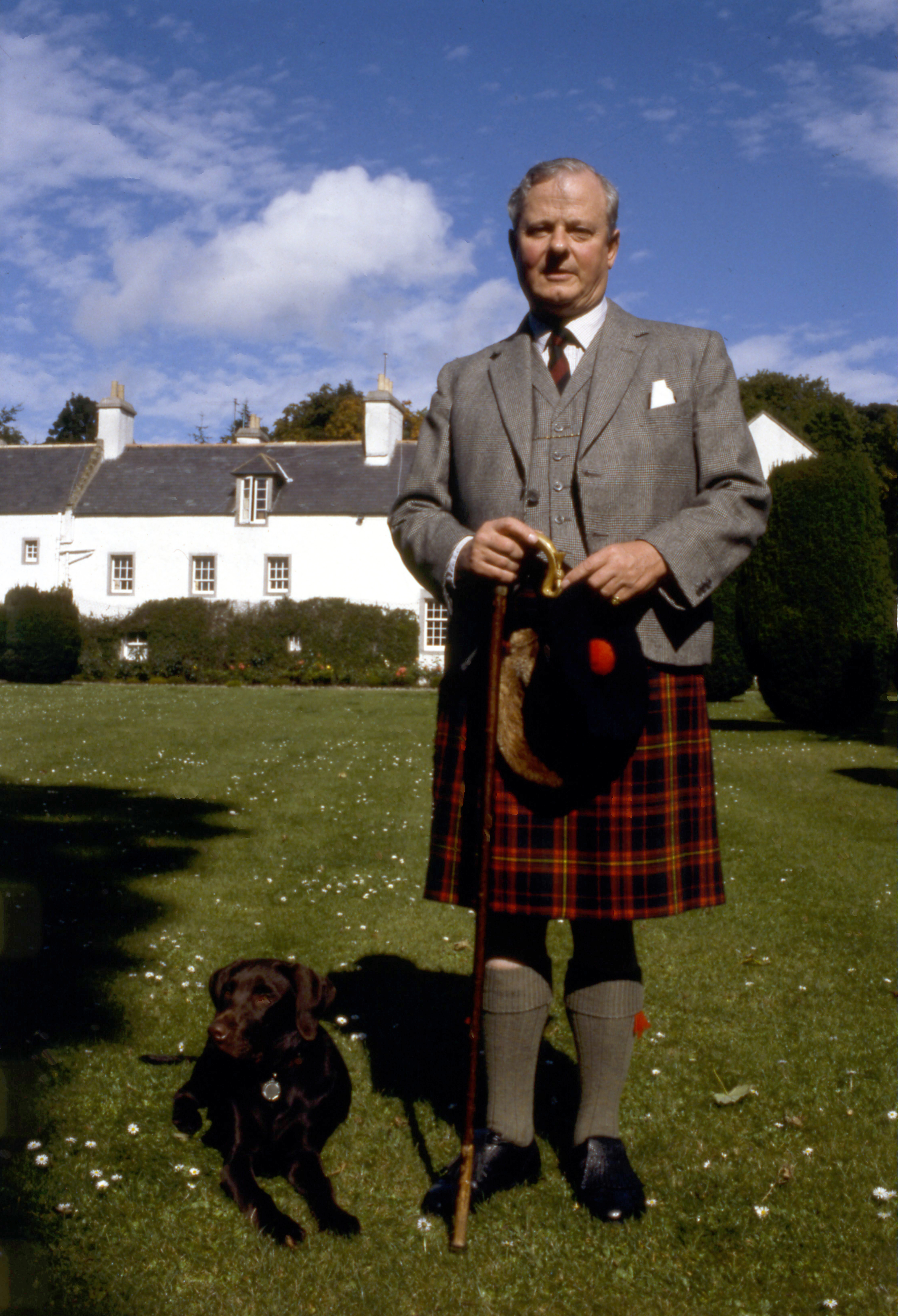
El duque frente a Elsick House (fotografía de Allan Warren, 1984).

El 11 de septiembre de 1956, el entonces Lord Carnegie se casó con la Excma. Caroline Dewar (nacida el 12 de febrero de 1934), hija mayor del tercer barón Forteviot. La pareja se divorció en 1966. El matrimonio tuvo tres hijos:
- Un hijo muerto (4 de abril de 1958).
- Alexandra Clare Carnegie (nacida el 20 de junio de 1959) casada en Londres con Mark Fleming Etherington y con descendencia.
- David Charles Carnegie (nacido el 3 de marzo de 1961), casado con Caroline Anne Bunting y con descendencia.

## Títulos y estilos
- 1929-1941: El Excmo. James Carnegie.
- 1941 - 26 de febrero de 1959: Lord Carnegie.
- Desde el 26 de febrero de 1959: Su Gracia el Duque de Fife.

## Otros títulos
- 12.º conde de Southesk (Nobleza de Escocia).
- 3.er conde de Macduff (Nobleza del Reino Unido).
- 12.º Lord Carnegie de Kinnaird (Nobleza de Escocia).
- 12.º Lord Carnegie, de Kinnaird y Leuchards (Nobleza de Escocia).
- 4.º Barón Balinhard de Farnell en el Condado de Forfar (Nobleza de Escocia).
- 9 Baronet Carnegie.